# 遠山地震
遠山地震（とおやまじしん）は、江戸時代の享保3年7月26日（1718年8月22日）に信濃国南部の遠山郷で発生した地震。
現在の長野県飯田市南信濃和田にあたる、いわゆる遠山郷の直下を震源として発生した中央構造線と合流する枝分かれ断層の遠山断層、もしくは近傍の雁行断層である伊那谷断層に起因する内陸地殻内地震で、地震の規模を示すマグニチュードは7前後と推定されている。この地震は現在の長野県内のみならず、岐阜県、愛知県、静岡県の各地域に被害をおよぼした。
美濃国岩村城においても石垣が50箇所以上破壊され、幕府に修理を願い出た際の絵図が現存する。
長野県南部において発生する被害地震は極めて少なく、長野県南部において歴史地震として追跡出来る地震はこの遠山地震のみである。この地震の震源は中央構造線と遠山断層との合流点付近にあり、また中央構造線に並行して伊那谷断層も存在するものの、奈良県以東の中央構造線自体の活動性は第四紀以降は低調で推移している。近傍では715年に浜松市佐久間を震源とする遠江地震が発生している。
遠山地震の11年前の1707年（宝永4年）には、南海トラフ沿いのほぼ全域が震源域となった宝永地震が発生しており、誘発地震と推定されている。